# كأس منغوليا
كأس منغوليا (بالروسية: Кубок Монголии по футболу) ، هي بطولة رسمية لكرة القدم في منغوليا ، وتشارك فيه أندية كرة قدم مسجلة من اتحاد الكرة المحلي.

## مصدر
1. ↑  RSSSF.com نسخة محفوظة 21 مايو 2017 على موقع واي باك مشين.
2. ↑  RSSSF.com نسخة محفوظة 14 مارس 2017 على موقع واي باك مشين.